# Ambassade de France au Brésil
L'ambassade de France au Brésil est la représentation diplomatique de la République française auprès de la république fédérative du Brésil. Elle est située à Brasilia, la capitale du pays, et son ambassadeur est, depuis 2023, Emmanuel Lenain.

## Ambassade
L'ambassade est située à Brasilia, dans le secteur sud des ambassades, proche du Lac Paranoá. Elle accueille aussi une section consulaire.

## Histoire
À l’origine, le projet de l’Ambassade de France à Brasilia fut confié à Le Corbusier, en raison de ses étroites relations avec les deux concepteurs de la capitale du Brésil, Lucio Costa pour l’urbanisme et Oscar Niemeyer pour l’architecture. Toutefois, la mort de Le Corbusier, en 1965, et la longue période écoulée entre la mise au point du projet (1964) et la décision effective de construire l’ambassade (1970), ainsi que l’apparition de besoins supplémentaires en surface bâtie, rendirent nécessaire une réévaluation d’ensemble. Un nouveau projet a ainsi été élaboré. Celui de Le Corbusier comportait 5 000 m² de plancher, alors que le nouveau couvre 10 000 m².
L’ambassade se trouvait à Rio de Janeiro jusqu’en 1976. Le suivi du transfert des ambassades de Rio à Brasília a été confié au Conseiller Wladimir Murtinho à qui l’on doit la distribution des terrains et l’exemption d’impôts sur l’ensemble des matériels de construction.
Les esquisses préliminaires et l’avant-projet général sont l’œuvre de Guillermo Jullian de la Fuente, architecte d’origine chilienne, ancien collaborateur de l’atelier de Le Corbusier. L’ambassade et la Résidence de l'ambassadeur ont été construites entre janvier 1972 et décembre 1974.
Un an après le début du chantier a été décidée une extension qui correspond aux locaux occupés aujourd’hui par le service de presse, le service de coopération et d’action culturelle, l’espace Le Corbusier et les logements de fonction. Les travaux ont été suivis par l’architecte français Louis Bach. La construction a été réalisée par la société Dumez du Brésil. 
Les locaux ont été inaugurés le 29 janvier 1976 par M. Jean Sauvagnargues, ministre français des Affaires étrangères. Le code de construction de la ville exigeait que les bâtiments de ce secteur soient construits sur deux niveaux maximum pour permettre de libérer la vue sur le lac.
La conception générale du complexe diplomatique est fondée à la fois sur la proximité et la séparation de trois groupes de bâtiments : la Résidence de l’ambassadeur, sur un étage (1 500 m²), les bureaux, sur deux étages, afin d’éviter tout caractère monumental et donner à l’architecture un caractère ouvert, convivial et harmonieux (7 500 m²) et les logements de fonction (1 500 m²).
Le principe retenu consistait à aménager les bâtiments de travail autour de patios. De ce fait, chaque bureau s’ouvre sur deux façades : un couloir extérieur et un couloir intérieur, ce type d’architecture permettant une excellente condition d’éclairage et une ventilation naturelle qui rend inutile l’installation de systèmes de conditionnement d’air.
À l’inverse de majorité des immeubles de la ville, conçus comme des cages en verre, isolées de l’extérieur, le projet pour cette ambassade était de permettre de bonnes conditions de vie et de travail en intégrant la construction dans la végétation et le climat de Brasília (soleil ou pluie). Deux piscines, une pour la Résidence, l’autre pour les bureaux et les logements font également partie de la composition générale de la construction.
Les matériaux utilisés sont tous d’origine locale : bois, béton armé et graviers, permettant d’obtenir pour l’ensemble de l’œuvre, un prix moyen très raisonnable. En effet, le prix au mètre carré construit a été évalué de moitié inférieur au coût moyen de construction des autres ambassades.
Comme les autres bâtiments de l’ambassade, les esquisses préliminaires et l’avant-projet de la Résidence sont l’œuvre de G, disciple de Le Corbusier, et représentent le dessin d’une croix. Entourée d’immenses espaces verts plantés de palmiers et d’une grande variété d’arbres, la Résidence de France ne possède qu’un seul étage. Le bâtiment aux larges baies vitrées permet une ouverture optimale sur l’extérieur et les jardins.
La force dégagée par l’utilisation massive et systématique du béton brut est ainsi tempérée par les larges surfaces vitrées, la douceur des encadrements en bois tropical ainsi que par les revêtements en marbre des salles de réceptions. Le refus de cloisonnement, allié à un jeu de portes coulissantes permet de moduler les superficies de la Résidence au gré des besoins.
Le rez-de-chaussée est ouvert aux différents réceptions et comprend notamment une immense salle à manger et un grand salon tandis que le premier étage est réservé aux appartements privés et à la bibliothèque.
Les toits-terrasses sont aménagés en jardin afin d’obtenir par la couche de terre une isolation thermique satisfaisante.

## Ambassadeurs de France au Brésil
| De             | À              | Ambassadeur                             |
| -------------- | -------------- | --------------------------------------- |
| À compléter    |                |                                         |
|                | 1848           | Charles Adrien His, comte de Butenval   |
| 1891           | 1893           | Auguste Gérard                          |
| À compléter    |                |                                         |
| Juin 1919      | Janvier 1928   | Alexandre-Robert Conty                  |
| Janvier 1928   | Juin 1931      | François-Marie-Robert Dejean            |
| Juin 1931      | Juillet 1933   | Albert Kammerer                         |
| Juillet 1933   | Mai 1936       | Louis Hermite                           |
| Mai 1936       | Avril 1939     | André Lefèvre d'Ormesson                |
| Avril 1939     | Juin 1940      | Jules Henry                             |
| Septembre 1940 | 1942           | René Doynel de Saint-Quentin            |
| Juin 1942      | Août 1943      | Albert Ledoux                           |
| Août 1943      | Novembre 1944  | Jules-François Blondel                  |
| Novembre 1944  | Juin 1946      | Général François d'Astier de La Vigerie |
| Juin 1946      | Octobre 1949   | Hubert Guérin                           |
| Octobre 1949   | Décembre 1953  | Gilbert Arvengas                        |
| Décembre 1953  | Septembre 1960 | Bernard Hardion                         |
| Septembre 1960 | Juin 1964      | Jacques Baeyens                         |
| Juin 1964      | Septembre 1964 | Pierre Sebilleau                        |
| Septembre 1964 | Février 1965   | Édouard Dufresne de La Chauvinière      |
| Février 1965   | Novembre 1965  | Pierre Sebilleau                        |
| Novembre 1965  | Octobre 1968   | Jean Binoche                            |
| 1968           | 1972           | François Lefebvre de Laboulaye          |
| 1972           | 1975           | Paul Fouchet                            |
| 1975           | 1977           | Michel Legendre                         |
| 1977           | 1981           | Jean Beliard                            |
| 1981           | 1984           | Robert Richard                          |
| 1984           | 1987           | Bernard Dorin                           |
| 1987           | 1989           | Philippe Cuvillier                      |
| 1989           | 1993           | Jean-Bernard Ouvrieu                    |
| 1993           | 1994           | Michel Lévêque                          |
| 1994           | 1999           | Philippe Lecourtier                     |
| 1999           | 2003           | Alain Rouquié                           |
| 2003           | 2006           | Jean de Gliniasty                       |
| 2006           | 2009           | Antoine Pouillieute                     |
| 2009           | 2012           | Yves Saint-Geours                       |
| 2012           | 2013           | Bruno Delaye                            |
| 2013           | 2015           | Denis Pietton (tr)                      |
| 2015           | 2017           | Laurent Bili                            |
| 2017           | 2020           | Michel Miraillet                        |
| 2020           | 2023           | Brigitte Collet                         |
| 2023           | auj.           | Emmanuel Lenain                         |

## Consulats

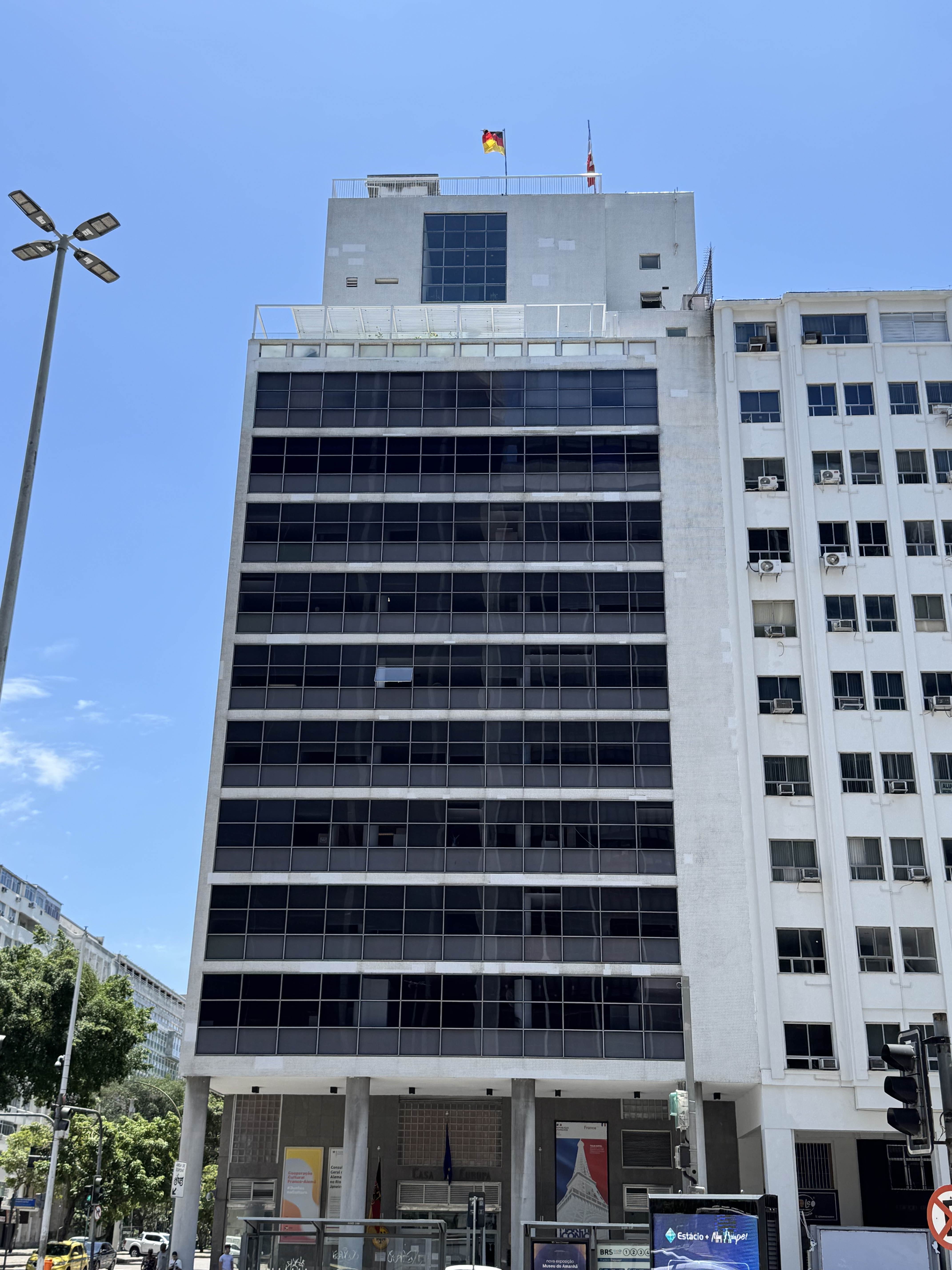
Consulat général de France à Rio de Janeiro

Outre la section consulaire de Brasilia, il existe trois autres consulats généraux de France au Brésil, chacun d'eux étant assisté de plusieurs consuls honoraires :
- Section consulaire de Brasilia :
  - Belém
  - Macapá
  - Manaus
  - Cuiabá

- Consulat général de Recife :
  - Aracaju
  - Fortaleza
  - Natal
  - Salvador
  - Porto Seguro

- Consulat général de Rio de Janeiro :
  - Belo Horizonte
  - Vitória

- Consulat général de São Paulo :
  - Santos
  - Campinas
  - São José dos Campos
  - Curitiba
  - Foz do Iguaçu
  - Florianópolis
  - Porto Alegre
  - Campo Grande

### Communauté française
Le nombre de Français établis au Brésil est estimé à 30 000. Au 31 décembre 2016, 20 944 Français sont inscrits sur les registres consulaires. Au 31 décembre 2014, les 21 509 Français étaient ainsi répartis entre les 3 circonscriptions : São Paulo : 10 566 • Rio de Janeiro : 7 340 • Brasilia : 3 603.
| 2001   | 2002   | 2003   | 2004   |
| ------ | ------ | ------ | ------ |
| 13 132 | 13 918 | 15 384 | 16 321 |

| 2005   | 2006   | 2007   | 2008   |
| ------ | ------ | ------ | ------ |
| 15 630 | 16 559 | 16 467 | 17 773 |

| 2009   | 2010   | 2011   | 2012   |
| ------ | ------ | ------ | ------ |
| 18 578 | 18 757 | 19 858 | 19 754 |

| 2013   | 2014   | 2015   | 2016   |
| ------ | ------ | ------ | ------ |
| 20 806 | 21 509 | 21 670 | 20 944 |

### Circonscriptions électorales
Depuis la loi du 22 juillet 2013 réformant la représentation des Français établis hors de France avec la mise en place de conseils consulaires au sein des missions diplomatiques, les ressortissants français du Brésil élisent pour six ans des conseillers consulaires dans chacune des circonscriptions suivantes :
1. Brasilia, Recife, Paramaribo (Suriname) : 3 conseillers ;
2. Rio de Janeiro : 3 conseillers ;
3. São Paulo : 4 conseillers.

Ces derniers ont trois rôles : 
1. ils sont des élus de proximité pour les Français de l'étranger ;
2. ils appartiennent à l'une des quinze circonscriptions qui élisent en leur sein les membres de l'Assemblée des Français de l'étranger ;
3. ils intègrent le collège électoral qui élit les sénateurs représentant les Français établis hors de France.

Pour l'élection à l'Assemblée des Français de l'étranger, le Brésil appartenait jusqu'en 2014 à la circonscription électorale de Brasilia comprenant aussi le Guyana et le Suriname, et désignant trois sièges. Le Brésil appartient désormais à la circonscription électorale « Amérique Latine et Caraïbes » dont le chef-lieu est São Paulo et qui désigne sept de ses 49 conseillers consulaires pour siéger parmi les 90 membres de l'Assemblée des Français de l'étranger. 
Pour l'élection des députés des Français de l’étranger, le Brésil dépend de la 2e circonscription.